# Adrian Constantin
Adrian Constantin (n. 22 aprilie 1970, Timișoara, România) este un cercetător și matematician român. 
În anul 2020 a fost premiat de către Fondul Științific Austriac (FWF) datorită „contribuțiilor inovatoare la matematica propagării valurilor”.

## Biografie
Adrian Constantin s-a născut la data de 22 aprilie 1970, la Timișoara. Adrian Constantin a studiat la Liceul Teoretic Nikolaus Lenau, pe care l-a absolvit mai târziu.
Adrian Constantin a studiat la Universitatea Sophia-Antipolis din Nisa, a fost licențiat în 1992.
În anul 1996 și-a dat doctoratul la Institutul Courant de la New York University.

## Carieră universitară
A profesat la Universitatea din Basel și de la Universitatea din Zürich la Universitatea Newcastle din Anglia și mai departe, la Trinity College Dublin. 
În același timp este profesor și la King’s College din Londra.
În 2000 a ajuns profesor la Universitatea Lund, iar la Facultatea de Matematică a Universității Viena predă matematică încă din anul 2008.
Din anul 2008 predă matematică la Facultatea de Matematică a Universității Viena.

## Activitate profesională
Matematicianul Adrian Constantin este un specialist în valurile și curenții din oceane și din atmosferă. 
Cercetarea sa din domeniul modelǎrii matematice a curenților și valurilor joacă un rol important în fenomenul climatic El Niño, dar și în dezastrele naturale, precum tsunami.
Adrian Constantin a dezvoltat și a stabilit tehnici analitice noi care ajută la descoperirea unor fenomene de valuri dificile în oceane și în atmosferă.
Este lider mondial în teorie și în aplicarea ecuațiilor diferențiale parțiale neliniare.

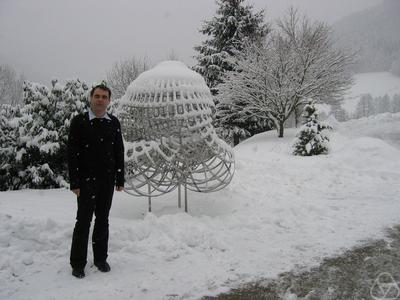
Din 2004

## Publicații
Două dintre articolele sale se numără printre cele mai citate 10 lucrări publicate vreodată de revistele în care apar, care, la rândul lor, se situează printre cele mai prestigioase din întreaga matematică: Acta Mathematica și Inventiones Mathematicae. Cercetările sale și ale colaboratorilor săi includ contribuții primare la geofizică, de ex. dovada existenței undelor de rotație de amplitudine mare (cu W. Strauss și E. Varvaruca) sau o dovadă de stabilitate a undelor solitare cu vârf (cu W. Strauss).

### Articole[13]
- în colaborare cu J. Escher: Global existence and blow-up for a shallow water equation, Ann. Scuola Norm. Sup. Pisa Cl. Sci. (4) 26 (1998), no. 2, 303–328.
- în colaborare cu B. Kolev: Geodesic flow on the diffeomorphism group of the circle, Comment. Math. Helv. 78 (2003), no. 4, 787–804.
- The trajectories of particles in Stokes waves, Invent. Math. 166 (2006), no. 3, 523–535.
- în colaborare cu A. Bressan: Global conservative solutions of the Camassa-Holm equation, Arch. Ration. Mech. Anal. 183 (2007), no. 2, 215–239.
- în colaborare cu J. Escher: Particle trajectories in solitary water waves, Bull. Amer. Math. Soc. (N.S.) 44 (2007), no. 3, 423–431
- în colaborare cu D. Lannes: The hydrodynamical relevance of the Camassa-Holm and Degasperis-Procesi equations, Arch. Ration. Mech. Anal. 192 (2009), no. 1, 165–186.
- în colaborare cu J. Escher: Analyticity of periodic traveling free surface water waves with vorticity., Ann. of Math. (2) 173 (2011), no. 1, 559–568.

### Cărți
- Nonlinear Water Waves with Applications to Wave-Current Interactions and Tsunamis, SIAM-Society for Industrial and Applied Mathematics 2011, ISBN 978-1611971866.[14]

## Distincții
Matematicianului român Adrian Constantin, de la Universitatea din Viena a fost premiat in anul 2020 cu Premiul Wittgenstein – cel mai valoros premiu pentru promovarea științei în Austria. 
Fondul Științific Austriac, FWF i-a acordat cercetătorului Adrian Constantin cel mai mare premiu de finanțare științifică din Austria, cu o subvenție de 1,5 milioane de euro.
Potrivit FWF, Premiul Wittgenstein este destinat să garanteze cercetătorilor excelenți „cel mai înalt grad de libertate și flexibilitate în desfășurarea activității lor de cercetare pentru a permite o dezvoltare extraordinară a realizărilor lor științifice”.
Juriul internațional format din opt oameni de știință de top, inclusiv doi câștigători ai Premiului Nobel, și-a justificat decizia pentru Adrian Constantin prin „contribuțiile sale inovatoare la matematica propagării valurilor”. Cercetările sale despre modul în care se sparg undele au pus bazele „investigării matematice riguroase a singularităților în ecuațiile diferențiale parțiale neliniare ale fluxurilor de fluide”, a declarat președintele juriului, Janet Wolff (Universitatea din Manchester).
Adrian Constantin a primit numeroase premii și onoruri, cum ar fi Premiul Göran Gustafsson de la Academia Regală Suedeză de Științe, Premiul Friedrich Wilhelm Bessel de la Fundația Germană Humboldt și o Grant Advanced ERC. 